# Mechelinki
Mechelinki (deutsch Mechlinken; kaschubisch Mechelinga) ist ein Dorf in der Landgemeinde Kosakowo im Kreis Puck in der polnischen Woiwodschaft Pommern.

## Geographische Lage
Das Dorf liegt nordöstlich von Kosakowo am östlichen Rand der Landgemeinde Kosakowo. Unweit südwestlich verläuft die Droga wojewódzka 100. 